# Peperomia gibba
Peperomia gibba är en pepparväxtart som beskrevs av C. Dc.. Peperomia gibba ingår i släktet peperomior, och familjen pepparväxter. Inga underarter finns listade i Catalogue of Life.